# اونا رو بزن (ترانه توپاک شکور)
اونا رو بزن (به انگلیسی: Hit 'Em Up)  ترانه‌ای دیس از خواننده  هیپ هاپ توپاک است که با همراهی اوتلاز آن را از سایدِ بی آلبوم چجوری این رو میخوای در تاریخ ۴ ژوئن ۱۹۹۶ منتشر شده است.